# Zinaida Aljakszandravna Kuprijanovics
Zinaida Aljakszandravna Kuprijanovics (cirill betűkkel: Зінаіда Аляксандраўна Купрыяновіч), művésznevén ZENA (Minszk, 2002. szeptember 17. –) belarusz énekesnő, színésznő és szinkronhang. Ő képviselte Fehéroroszországot a 2019-es Eurovíziós Dalfesztiválon, Tel-Avivban, a Like It című dalával.

## Pályafutása
Zenei karrierje 2013-ban kezdődött, amikor még csak 11 éves volt. Ebben az évben vett részt a New Wave versenyen, majd rá egy évre már Vicebszkben, a Slavianski Bazárban lépett fel. Zena már kétszer részt vett Fehéroroszország junior eurovíziós nemzeti válogatóján, 2015-ben és 2016-ban. Előbbinél Mir című dalával negyedik, utóbbinál Kosmos című dalával harmadik helyen végzett. 2017-be jelentkezett az orosz Fabrika Zvjozd-ban (magyar változata: Star Academy), ahol végül harmadikként zárta a versenyt.
2018-ban a minszki Junior Eurovíziós Dalfesztivál házigazdájává választották, ahol Javhenij Perlinnel és Helena Meraai-jal vezette közösen az versenyt. 2019. február 1-én a fehérorosz BTRC közszolgálati csatorna bejelentette, hogy az énekesnő is résztvevője a Nationalny Otbor-nak, Like It című dalával. A műsor döntőjét március 7-én rendezték, ahol sikerült győznie, így ő képviselhette Fehéroroszországot a 2019-es Eurovíziós Dalfesztiválon, Izraelben.

## Diszkográfia

### Kislemezek
- Mir (2015)
- Kosmos (2016)
- Like It (2019)

## Anime/Rajzfilm szinkronszerepei
- 2016: Vaiana – Vaiana (oroszul)
- 2018: Ralph lezúzza a netet – Vaiana  (oroszul)

## Fordítás
- Ez a szócikk részben vagy egészben  a   ZENA című német Wikipédia-szócikk fordításán alapul.  Az eredeti cikk szerkesztőit annak laptörténete sorolja fel. Ez a jelzés csupán a megfogalmazás eredetét és a szerzői jogokat jelzi, nem szolgál a cikkben szereplő információk forrásmegjelöléseként.